# Meliton Kantaria
Meliton Varlamovič Kantaria (gruzínsky მელიტონ ქანთარია, rusky Мелитон Варламович Кантария), (5. října 1920 Džvari, Gruzie – 27. prosince 1993 Moskva, Rusko), Hrdina Sovětského svazu (8. května 1946) byl gruzínský seržant sovětské armády, který společně s Jegorovem a Berestem vztyčil sovětskou vlajku vítězství nad berlínským Reichstagem 30. dubna 1945.

## Životopis
Narodil se v rolnické rodině v malém gruzínském městečku Džvari. Pracoval v kolchozu, odkud byl mobilizován v roce 1940 do Rudé armády. Během II. světové války sloužil u 756. střeleckého pluku, 150. střelecké divize, 3. úderné armády 1. běloruského frontu.
Společně se seržantem Jegorovem upevnil rudý prapor 1. května 1945 na bojovými akcemi rozbitý německý říšský sněm zvaný německy Reichstag. V roce 1946 byl demobilizován. Poté žil v Suchumi jako vedoucí státního obchodu. V roce 1947 vstoupil do komunistické strany Sovětského svazu. Rok po zahájení regionální separatistické války se přestěhoval s rodinou do Moskvy, kde o dva měsíce později v prosinci 1993 zemřel v kremelské nemocnici. Pohřben je v rodném Džvari.

## Další řády a medaile
- Leninův řád
- Řád rudého praporu
- Řád Vlastenecké války 1. třídy
- Medaile 100. výročí narození Vladimira Iljiče Lenina
- Medaile za vítězství nad Německem ve Velké vlastenecké válce 1941–1945
- Medaile Za dobytí Berlína
- Jubilejní medaile 20. výročí vítězství ve Velké vlastenecké válce 1941–1945
- Jubilejní medaile 30. výročí vítězství ve Velké vlastenecké válce 1941–1945
- Jubilejní medaile 40. výročí vítězství ve Velké vlastenecké válce 1941–1945
- Medaile „Veterán práce“
- Jubilejní medaile „50. výročí ozbrojených sil SSSR“
- Jubilejní medaile „60. výročí ozbrojených sil SSSR“
- Jubilejní medaile „70. výročí ozbrojených sil SSSR“